# Seixal
Seixal là một huyện thuộc tỉnh Setúbal, Bồ Đào Nha. Huyện này có diện tích 96 km², dân số thời điểm năm 2001 là 150271 người.